# مشاة

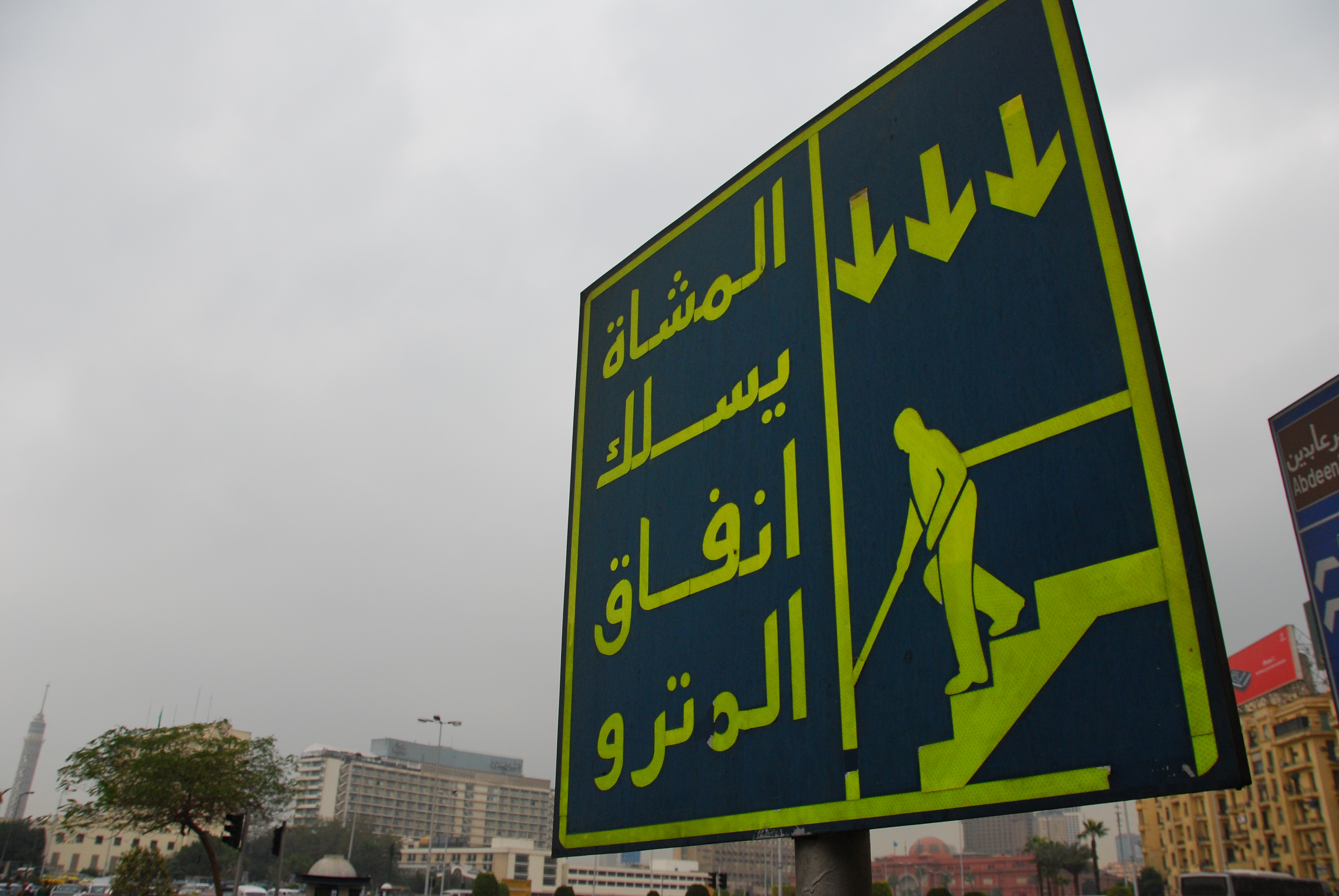
لافتة تنصح المشاة بسلك أنفاق المترو بدلا عن عبور الطريق سطحيا.

المُرتجِل (جمع: مُرتجِلون) أو الرَّاجِل (جمع: راجِلون) هو الماشي (جمع: مشاة، نكرة: ماشٍ) على قدميه، أي المارّ (جمع: المارَّة) في طريقه غير راكبٍ لمركبة. والمشي على الأقدام من أهم وسائل النقل في شتى العصور.